# Посёлок станции Осаново
ста́нции Оса́ново — посёлок в Шатурском муниципальном районе Московской области. Входит в состав Кривандинского сельского поселения. Население — 0 чел. (2010).

## Расположение
Посёлок станции Осаново расположен в западной части Шатурского района, расстояние до МКАД порядка 134 км. Высота над уровнем моря 142 м.

## Название
Станция названа по посёлку Осаново-Дубовое, расположенному к северо-востоку от посёлка.

## История
Станция Осаново открыта в 1944 году на участке железнодорожной ветки Кривандино-Рязановка.
Во второй половине 1990-х — первой половине 2000-х годов посёлок входил в Лузгаринский сельский округ.
В настоящее время станция закрыта.

## Население
| 2002 | 2006 | 2010 |
| ---- | ---- | ---- |
| 0    | ↗12  | ↘0   |